# Virginia Grey
Virginia Grey (ur. 22 marca 1917 w Los Angeles, zm. 31 lipca 2004 tamże) – amerykańska aktorka.
Jej ojcem był reżyser Ray Grey. Zadebiutowała w wieku 10 lat w niemym filmie Uncle Tom’s Cabin („Chata Wuja Toma”) z 1927 jako Eva. Kontynuowała karierę aktorską przez kilka lat, ale porzuciła kinematografię w celu dokończenia edukacji. Wróciła do grania w latach 30. i podpisała kontrakt z wytwórnią MGM, co zaowocowało m.in. rolami w filmach takich jak: Sprawa dla detektywa, Hullabaloo czy Dom towarowy. W 1942 roku Grey opuściła MGM.
W latach 50. i 60. była znaną aktorką telewizyjną, w 1964 roku wystąpiła w serialu Prawo Burke’a. Zmarła w Kalifornii na atak serca w wieku 87 lat.